# Waldemar van Brandenburg
Waldemar (?, 1281 - Bärwalde, 1319) was een zoon van markgraaf Koenraad I van Brandenburg en Constance van Polen. Waldemar was sinds 1302 mederegent en voogd over zijn neef Hendrik II waardoor Johan tot zijn dood de enige markgraaf van Brandenburg was. Om deze reden waren de achtervoegsels Stendal en Salzwedel, die de erfgenamen van Johan I en Otto III gebruikten om hun afkomst aan te geven niet meer nodig.
. In het verdrag van Soldin deed Waldemar afstand van zijn aanspraken op Pommerellen tegen betaling van 10.000 mark zilver, maar bleven Stolpe en Schlawe bij Brandenburg. Deze gebieden werden echter in 1317 samen met Rügenwalde aan hertog Wartislaw IV van Wolgast afgestaan. In 1319 verwierf Waldemar Züllichau en Schwiebus.
Waldemar was de laatste der Ascaniërs die over Brandenburg regeerde. In 1309 was hij gehuwd met zijn nicht Agnes van Brandenburg (1297-1334) dochter van markgraaf Herman III van Brandenburg. Het huwelijk bleef kinderloos.